# Roberto Bettega
Roberto Bettega (ur. 27 grudnia 1950 w Turynie) – włoski piłkarz, zawodnik Juventusu.
Bettega początkowo grał w juniorskich drużynach Juventusu. W wieku 19 lat został wypożyczony do Varese FC, gdzie strzelił 13 bramek i pomógł zespołowi w awansie do Serie A. Trener Varese FC, Nils Liedholm, powiedział o Bettedze: „On łączy ogromną siłę atletyczną z imponującymi umiejętnościami technicznymi. Jego atutem jest gra w powietrzu, może uderzyć piłkę z obydwu nóg. Potrzebuje tylko większego doświadczenia, a wtedy z pewnością będzie silnym i wpływowym piłkarzem”.
Po powrocie do Juventusu Bettega zaliczył swój debiut w Serie A 27 września 1970 roku w meczu przeciwko Calcio Catania, zdobywając zwycięskiego gola. Sezon zakończył z 13 golami w 28 meczach. W kolejnym sezonie zagrał 14 razy, strzelając 10 goli.
W 1972 roku Bettina wycofał się na kilka miesięcy z futbolu z powodu infekcji płuc i początkowych stadiów gruźlicy. Do gry powrócił 24 września tego samego roku i poprowadził drużynę do kolejnego tytułu mistrzowskiego. Po przybyciu Giovanniego Trapattoniego jako trenera, Bettega stał się głównym graczem zespołu.
W 1975 roku Roberto Bettega otrzymał swoje pierwsze powołanie do reprezentacji Włoch na mecz z Finlandią. Kontynuował karierę reprezentacyjną i zagrał na Mistrzostwach Świata w 1978. 4 lata później, gdy Włochy zdobyły mistrzostwo świata, Bettega nie wystąpił, gdyż wcześniej odniósł kontuzję kolana podczas zderzenia z bramkarzem przeciwnej drużyny w meczu Pucharu Europy Mistrzów Krajowych z Anderlechtem.
Roberto Bettega wrócił ponownie na boisko w sezonie 1982/1983. Karierę w klubach europejskich zakończył po porażce Juventusu w 1983 roku w finale Pucharu Mistrzów z Hamburgiem SV w Atenach. Później powrócił do klubu na prośbę prezesa Umberto Agnelliego, który zaproponował mu stanowisko wiceprezesa.
Bettega spędził również dwa sezony letnie w północnoamerykańskiej lidze NASL w zespole Toronto Blizzard, z którym zajął dwa razy drugie miejsce w lidze.
Ostatecznie Bettega zagrał dla Juventusu 326 razy i strzelił 129 bramek. Zagrał również 42 razy w reprezentacji, w której zdobył 19 goli. Siedem razy zdobywał mistrzostwo Serie A między 1972 i 1982, raz Puchar UEFA w 1977 i dwa razy Puchar Włoch w 1979 i 1983. Był również królem strzelców Serie A w 1980 z 16 golami zdobytymi.